# Dischistocalyx rivularis
Dischistocalyx rivularis är en akantusväxtart som beskrevs av Cornelis Eliza Bertus Bremekamp. Dischistocalyx rivularis ingår i släktet Dischistocalyx och familjen akantusväxter. Inga underarter finns listade i Catalogue of Life.